# Ana Cepinska
Ana Cepinska Miszczak (sinh ngày 11 tháng 4 năm 1978 tại Caracas) là một người mẫu Venezuela và Hoa hậu Thế giới Venezuela 1996, người đã giành giải Hoa hậu Thế giới Ảnh và đưa Á hậu 4 lên ngôi Hoa hậu Thế giới 1996.

## Hoa hậu Thế giới Venezuela
Cepinska, cao 1,78 m (5 ft 10 in), thi đấu năm 1996 với tư cách là Hoa hậu Nueva Esparta trong cuộc thi sắc đẹp quốc gia của đất nước cô, Hoa hậu Venezuela, đạt danh hiệu Hoa hậu Thế giới Venezuela.

## Hoa hậu Thế giới 1996
Là đại diện chính thức của đất nước cô tham dự cuộc thi Hoa hậu Thế giới năm 1996 được tổ chức tại Bangalore, Ấn Độ vào ngày 23 tháng 11 năm 1996, cô đã giành giải thưởng Ph photoenic và giành vị trí á quân cho người chiến thắng cuối cùng là Irene Skliva của Hy Lạp.

## Cuộc sống sau Hoa hậu Thế giới
Cô sống ở México từ năm 2004 để làm việc trong lĩnh vực truyền hình và trở thành người mẫu khỏa thân hoàn toàn đầu tiên của Playboy Mexico vào tháng 4 năm 2007 